# Catharina Stroppel
Catharina Stroppel (née en 1971) est une mathématicienne allemande dont les recherches concernent la théorie des représentations, la topologie en basses dimensions et la théorie des catégories. Elle est professeure de mathématiques à l'université de Bonn depuis 2008 et vice-coordinatrice du Centre Hausdorff pour les mathématiques.

## Biographie
Stroppel obtient un diplôme en mathématiques et en théologie de l'université de Fribourg-en-Brisgau en 1998, où elle prépare un doctorat, sous la direction de Wolfgang Soergel, et soutient sa thèse intitulée Der Kombinatorikfunktor V: Graduierte Kategorie O, Hauptserien und primitive Ideale, en 2001. Elle est chercheuse postdoctorale à l'université de Leicester et à l'université d'Aarhus en 2003-2004, puis elle rejoint l'université de Glasgow en tant qu'associée de recherche en 2004. Elle est promue chargée de cours en 2005 et maître de conférences en 2007. En 2008, elle est nommée professeure à université de Bonn et vice-coordinatrice du Centre Hausdorff pour les mathématiques,. Elle est fellow Von Neumann à l'Institute for Advanced Study de Princeton en 2007-2008.

## Travaux de recherche
Ses recherches portent sur la théorie des représentations des groupes et des algèbres et de la théorie des catégories avec des applications en géométrie et en topologie, notamment l'extraction des invariants de nœuds en utilisant la méthode de catégorisation, sur le modèle de l'homologie de Khovanov (en) élaborée par Mikhaïl Khovanov. Elle s'intéresse également à la topologie en basses dimensions et divers sujets tels que la complétion des groupes de Grothendieck, la catégorification abélienne les algèbres de Koszul (en) ou plus généralement les algèbres quadratiques (en).
Elle est membre du comité scientifique de l'Institut de recherches mathématiques d'Oberwolfach.

## Prix et distinctions
En 2007, la London Mathematical Society lui décerne le prix Whitehead « pour ses contributions à la théorie de la représentation, en particulier dans le cadre des catégorisations et de ses applications à la topologie de faible dimension ». Elle est conférencière invitée au Congrès international des mathématiciens en 2010 à Hyderabad, avec une conférence intitulée « Schur-Weyl dualities and link homologies ». En 2018, elle est élue membre de l'Académie allemande des sciences Leopoldina. En 2023, elle reçoit le prix Gottfried-Wilhelm-Leibniz.